# Namutumba (district)
Namutumba is een district in het oosten van Oeganda. Hoofdstad van het district is de stad Namutumba. Het district telde in 2014 252.557 inwoners en in 2020 naar schatting 306.500 inwoners op een oppervlakte van 814 km². Van de bevolking woont 92% op het platteland. Voornaamste geteelde gewassen zijn rijst, sorghum, aardnoten, cassave en gierst.
Het district werd opgericht in 2005 en werd afgesplitst van het district Iganga. Het grenst aan de districten Pallisa, Kibuku, Butaleja, Bugiri, Iganga en Kaliro. Het district is onderverdeeld in 1 town council (Namutumba) en 9 sub-counties (Bulange, Ivukula, Kibaale, Magada, Nsinze, Nabweyo, Mazuba, Namutumba en Nangonde).